# Grand Prix van Nîmes
De Grand Prix van Nîmes was een autorace nabij de Franse stad Nîmes, die door de jaren heen werd verreden op de Boulevard Jean Jaurès en op het Aérodrome de Nîmes-Courbessac. De race maakte in 1932, 1933 en in 1947 deel uit van de grand-prixseizoenen. 

## Winnaars van de grand prix
- Hier worden alleen de races aangegeven die plaatsvonden tijdens de grand-prixseizoenen tot 1949 en Formule 1-races vanaf 1950.

| Jaar | Coureur          | Constructeur | Locatie          | Verslag |
| ---- | ---------------- | ------------ | ---------------- | ------- |
| 1947 | Luigi Villoresi  | Maserati     | Nîmes-Courbessac | Verslag |
| 1933 | Tazio Nuvolari   | Alfa Romeo   | Jean Jaurès      | Verslag |
| 1932 | Benoît Falchetto | Bugatti      | Jean Jaurès      | Verslag |